# Die Ermittlung (1966, NDR)
Die Ermittlung ist eine deutsche Fernsehverfilmung des gleichnamigen Theaterstücks von Peter Weiss, in dem der erste Frankfurter Auschwitzprozess von 1963 bis 1965 dargestellt wird. 

## Handlung
Der Text entspricht der Bühnenvorlage und beruht auf den Akten des Prozesses. Ehemalige Häftlinge des KZ Auschwitz treten als Zeugen auf, berichten über die Selektionen der Häftlinge, die unmenschlichen Haftbedingungen, die Folter, die Hinrichtungen und den massenhaften Mord in den Gaskammern. Die damit konfrontierten Angeklagten reagieren zumeist mit Leugnen und Ausflüchten.

## Produktion
Die Aufzeichnung fand in einem Hamburger Theater vor Publikum statt. Der Film ist eine Produktion des Norddeutschen Rundfunks und wurde am 29. März 1966 zum ersten Mal ausgestrahlt, etwa ein halbes Jahr nach der Uraufführung des Bühnenstücks.

## Rezeption
Das Hamburger Abendblatt betonte am Tag nach der Erstsendung, dass der Film die Notwendigkeit der schmerzlichen Auseinandersetzung mit der Vergangenheit des eigenen Volkes einem Millionenpublikum nahegebracht hat:

„Niemand wird sagen, dass das für Deutsche leicht ist, aber keiner kann es ihnen ersparen, mit vollem Bewusstsein in diesen Abgrund zurückzublicken, um einen Standort in der Gegenwart zu finden. [...] Die Fernsehsendung von Peter Schulze-Rohr hat nur die Wahrheit und nichts als die Wahrheit über Auschwitz sprechen lassen; sie hat nichts hinzugefügt. Es ist das fürchterlichste Protokoll, dem ein Volk jemals gegenübergestellt worden ist.“

Die Hörzu lobte den nüchternen Stil der Inszenierung:

„Das deutsche Fernsehen ließ sich ein gutes halbes Jahr Zeit, um dieses aktuellste, meistbesprochene Bühnenwerk der Gegenwart auf den Bildschirm zu bringen. Und das war gut so! [...] Hier den falschen Ton zu treffen, hätte schlimme Folgen haben müssen [...]. Die Zeit, die bis zur Fernsehaufzeichnung verstrichen ist, hat genügt, um [...] den einen Stil herauszukristallisieren, der für dieses Werk überhaupt nur möglich ist. Peter Schulze-Rohr ließ so unterkühlt spielen, dass die furchtbare Wahrheit des Textes um so eindringlicher wirkte, ohne Pathos, ohne Schnörkel, ohne Melodramatik. [...] Die Diskussion um die 'Ermittlung' wird weitergehen. Für das Fernsehen bleibt festzuhalten: es hat eine Aufgabe erfüllt, die es erfüllen musste. Und es hat sie gut erfüllt“